# Centro de Trasbordo González Catán
El Centro de Transbordo González Catán es una estación del Metrobús de La Matanza. Se encuentra ubicada en González Catán, Partido de la Matanza, en la altura del Km 29 de la Ruta Nacional N.º 3, en el cruce con la Ruta Provincial N.º 21. Es operada por las líneas 86, 88, 96, 180, 193, 205, 218, 378, 382, 620, 621, 622 y 630.

## Características
Es la estación terminal del Metrobús La Matanza, que une González Catán con San Justo, y desde allí con la Ciudad Autónoma de Buenos Aires. Fue diseñado para 240 000 pasajeros diarios, y costó 340 millones de pesos, de los cuales el 30% fue aportado por el Estado nacional y el resto por el Banco Mundial.
La estación posee 2 plataformas islas con 2 andenes cada una, siendo la única estación del Metrobús de La Matanza en tener más de 2 andenes. Sus paradas incluyen carteles informativos sobre el servicio y las combinaciones posibles. Se informan las líneas de colectivos que pasan por la estación, además de un mapa de la red con las estaciones de todo el ramal. Las paradas son cubiertas, cuentan con asientos, rampas para facilitar la subida y carteles en braille con el nombre e información de la estación.
Adjuntas a las paradas existen dos edificios, interconectados entre sí, que incluyen sanitarios, comercios, oficinas y estacionamientos. También existe una garita para resguardo de una dotación permanente de la policía.

## Combinaciones
Además de la posibilidad de combinar entre colectivos, se encuentra a unos metros de la Estación Independencia de la Línea Belgrano Sur. La obra del Centro de Transbordo coincidió con el plan de renovación de la línea Belgrano Sur de ferrocarriles, por lo que se construyeron puentes y pasarelas que comunican con la estación Independencia. Además, sobre la Ruta 21 es posible tomar algunos servicios de Combis a varios destinos.

## Denuncias de abandono
Algunos años más tarde, los vecinos que utilizaban a diario el Centro de Transbordo se quejaban del estado de abandono de la obra, que debía ser mantenida por el Estado nacional. Ya no hay ningún móvil ni efectivo de la policía, el lugar —que anteriormente había sido mantenido por cooperativistas pagados por la municipalidad del partido de La Matanza permanece permanentemente sucio y los baños fueron vandalizados y saqueados. Como resultado, algunos usuarios utilizan cualquier lugar como baño, y predominan el olor a orina y excrementos.
Durante los días de lluvia las filtraciones en los techos de las paradas impiden refugiarse en los mismos, y durante las noches la mayor parte de las instalaciones permanecen a oscuras, ya que las luces no han sido repuestas.